# Friedendorf
Friedendorf ist ein Gemeindeteil der Gemeinde Weiding im Landkreis Cham des Regierungsbezirks Oberpfalz im Freistaat Bayern.

## Geografie
Friedendorf liegt 4 Kilometer nordwestlich von Weiding, 3 Kilometer nordwestlich der Bundesstraße 20 und 3 Kilometer östlich der Staatsstraße 2146. Am Südrand von Friedendorf entspringt der Pinzinger Bach. Nördlich von Friedendorf erhebt sich die 472 Meter hohe Friedenleite und südlich der 599 Meter hohe Gemeindeberg.

## Geschichte
1752 gehörte Friedendorf zum Hinteren Amt des Gerichtes Cham. Friedendorf hatte 7 Anwesen, darunter den Gartenhof, den Erlhof und ein Gemeinde-Hüthaus. Eigentümer waren Christl, Girzer, Stöberl.
1808 wurde die Verordnung über das allgemeine Steuerprovisorium erlassen. Mit ihr wurde das Steuerwesen in Bayern neu geordnet und es wurden Steuerdistrikte gebildet. Dabei kam Friedendorf zum Steuerdistrikt Habersdorf. Der Steuerdistrikt Habersdorf bestand aus den Ortschaften Habersdorf, Friedendorf, Großpinzing, und Kleinpinzing. 1821 wurden im Landgericht Cham Gemeinden gebildet. Dabei wurde Habersdorf landgerichtsunmittelbare Gemeinde. Sie war mit dem Steuerdistrikt Habersdorf identisch.
Ab 1867 gehörten zur Gemeinde Habersdorf die Dörfer Balbersdorf, Friedendorf, Großpinzing, die Weiler Habersdorf, Kleinpinzing und die Einöde Klinglhof. Bei der Gebietsreform in Bayern wurde 1972 die Gemeinde Habersdorf zerschlagen und auf die Gemeinden Waffenbrunn und Weiding aufgeteilt. Dabei wurde Friedendorf nach Weiding eingemeindet.

## Pfarreizugehörigkeit
Friedendorf gehörte zunächst zur Pfarrei Arnschwang. 1697 wurde Dalking zur Pfarrei erhoben. Sein erster Pfarrer war bis 1702 Johann Michael Göltinger. Die Pfarrei Dalking umfasste die Ortschaften Dalking, Balbersdorf, Döbersing, Dürrnwies⊙, Friedendorf, Großpinzing, Gschieß, Habersdorf, Kleinpinzing, Klinglhof, Pinzing, Reisach, Rettenhof, Steinwies⊙ (heute noch Straßenname am Westrand von Dalking), Weiding, Zelz. 1924 wurden Balbersdorf und Klinglhof und 1962 Habersdorf nach Waffenbrunn umgepfarrt. Die 1886 an Stelle einer Kirche aus dem 18. Jahrhundert erbaute Pfarrkirche von Dalking wurde 1965 durch eine größere Kirche ersetzt. 1997 bestand die Pfarrei Dalking aus den Ortschaften Dalking, Döbersing, Friedendorf, Gschieß, Pinzing, Reisach, Rettenhof, Schlammering, Weiding und Zelz. Ihr gehörten insgesamt 1774 Katholiken und 127 Nichtkatholiken an. 1997 hatte Friedendorf 40 Katholiken.

## Einwohnerentwicklung ab 1838
| Jahr | Einwohner | Gebäude |
| ---- | --------- | ------- |
| 1838 | 80        | 9       |
| 1861 | 65        | 27      |
| 1871 | 58        | 22      |
| 1885 | 57        | 10      |
| 1900 | 50        | 9       |
| 1913 | 55        | 8       |

| Jahr | Einwohner | Gebäude |
| ---- | --------- | ------- |
| 1925 | 56        | 8       |
| 1950 | 51        | 8       |
| 1961 | 48        | 10      |
| 1970 | 35        | k. A.   |
| 1987 | 39        | 9       |
| 2011 | 35        | k. A.   |